# Równanie Ilkoviča
Równanie Ilkoviča – podstawowe równanie polarografii pochodzące od nazwiska słowackiego fizyka i chemika Dionýza Ilkoviča.

## Wyprowadzenie
W analizie polarograficznej wykorzystuje się głównie prąd dyfuzyjny. W takim wypadku następuje brak migracji spowodowany dodatkiem elektrolitu podstawowego oraz konwekcja spowodowana tym, że roztwór nie jest mieszany. Dyfuzja jest wówczas jedyną drogą transportu depolaryzatora do powierzchni elektrody. Prąd graniczny jest wtedy proporcjonalny do współczynnika dyfuzji:
{\displaystyle I_{d,l}=zFAD\left({\frac {\delta c}{\delta x}}\right)_{x\rightarrow 0},}
gdzie:
{\displaystyle \left({\frac {\delta c}{\delta x}}\right)_{x\rightarrow 0}} – gradient stężeń depolaryzatora w warstwie przyelektrodowej i poza nią,
{\displaystyle z} – liczba elektronów biorących udział w reakcji elektrodowej,
{\displaystyle A} – powierzchnia elektrody,
{\displaystyle F} – stała Faradaya,
{\displaystyle D} – współczynnik dyfuzji depolaryzatora.
Dla kroplowej elektrody rtęciowej można przyjąć wydajność kapilary (ilość rtęci wypływającej z kapilary i czas trwania kropli) zamiast powierzchni elektrody. Ostateczna postać równania Ilkoviča wygląda następująco:
{\displaystyle I_{d,l}=708zcD^{\frac {1}{2}}m^{\frac {2}{3}}t^{\frac {1}{6}},}
gdzie:
{\displaystyle I_{d,l}} – prąd graniczny [μA],
{\displaystyle z} – liczba elektronów biorących udział w reakcji elektrodowej,
{\displaystyle c} – stężenie substancji badanej (depolaryzatora) [mmol/dm³],
{\displaystyle D} – współczynnik dyfuzji depolaryzatora [cm²/s],
{\displaystyle m} – wydajność kapilary [mg/s],
{\displaystyle t} – czas trwania kropli [s].
W przypadku stałych warunków, takich jak temperatura, promień kapilary, lepkość roztworu, równanie Ilkoviča można przedstawić w prostszej postaci:
{\displaystyle I_{d,l}=kc.}
To równanie stanowi podstawę oznaczeń ilościowych w polarografii stałoprądowej.